# Triops cancriformis
Triops cancriformis hay Tôm nòng nọc thông thường là một loài tôm nòng nọc được tìm thấy ở Châu Âu, Trung Đông và Nhật Bản.
Do phá hủy môi trường sống, loài này đã biến mất tại nhiều nơi ở Châu Âu, vì vậy, loài này được xem là nguy cấp tại Vương quốc Anh và ở một số nước châu Âu. Trong điều kiện nuôi nhốt chiều dài của chúng lên đến 6 cm (2,4 in); trong tự nhiên chúng có thể đạt được kích thước 11 cm (4,3 in).
Tại Anh, chỉ có hai nơi chúng dược biết đến trong một hồ và khu vực lân cận trong các vùng đất ngập nước Caerlaverock ở Scotland, và một ao tạm thời trong rừng mới.
Loài này được coi là một trong những loài sống lâu đời trên hành tinh này với khoảng 200 triệu năm tuổi. Hóa thạch của loài này từ Thượng Trias và chúng hầu như không thay đổi so với hiện tại.

## Thể loại
1. ↑  Triops cancriformis (TSN 684680) tại Hệ thống Thông tin Phân loại Tích hợp (ITIS).
2. 1 2  "Tadpole shrimp - Triops cancriformis". ARKive. Bản gốc lưu trữ ngày 7 tháng 10 năm 2008. Truy cập ngày 20 tháng 4 năm 2009.
3. ↑  Klaus-Peter Kelber - Triops